# 統一軍法典
統一軍法典（英語：Uniform Code of Military Justice，縮寫UCMJ）是美國武裝部隊之軍事司法體系的基礎。統一軍法典由美國國會根據憲法所賦予其之立法權力而設立，根據美國憲法第一條第8款規定：「國會有權制定治理和管理陸海軍的條例。」

## 歷史
統一軍法典於1950年5月5日在美國國會獲得通過，並於第二天由美國總統哈里·S·杜魯門簽署成為法律。該法律於1951年5月31日生效。該法標題中的“統一”一詞是指它一致適用於所有美國之武裝部隊，以取代先前的各軍種的戰爭條款和紀律法規。 除了鞏固現有軍事法規外，統一軍法典還引入了美國武裝部隊上訴法院。